# Oderint, dum metuant
 Oderint, dum metuant лат. (изговор: одерит, дум метуант). Нека мрзе, само нек ме се плаше. (Калигула)

## Поријекло изреке
Ову изреку је изрекао почетком нове ере окрутни  римски цар  Калигула.

## Тумачење
Нека се плаше, па нека ме и мрзе. Ово је формула и максима готово сваког апсолутисте.